# فرناندو أوليفيرا
فرناندو أوليفيرا (11 مايو 1984 ببورتو أليغري في البرازيل - ) هو لاعب كرة قدم برازيلي في مركز الهجوم. لعب مع نادي 3 فبراير وجنرال كاباليرو ‏ وديبورتيس توليما ونادي إنفيغادو ولا إكويداد ‏ ونادي أياكوتشو ونادي بلومينغ.

## وصلات خارجية
- فرناندو أوليفيرا على موقع إي إس بي إن إف سي (الإنجليزية)
- فرناندو أوليفيرا على موقع قاعدة بيانات كرة القدم.إي يو (الإنجليزية)
- فرناندو أوليفيرا على موقع Soccerway.com (الإنجليزية)
- فرناندو أوليفيرا على موقع عالم كرة القدم.نت (الإنجليزية)